# ناعمه
ناعمه (به عربی: ناعمة) یک منطقهٔ مسکونی در لبنان است که در شهرستان شوف واقع شده‌است. ناعمه ۳۰٬۰۰۰ نفر جمعیت دارد و ۱۰۰ متر بالاتر از سطح دریا واقع شده‌است.